# Jasmine Aloha
Jasmine Aloha é uma ex-atriz estadunidense de filmes pornográficos, natural do Havaí.

## Biografia
Jasmine Aloha é nativa do Havaí. Ela é muitas vezes creditada como sendo de origem asiática, às vezes até como afro-americana ou latino-americana. No entanto, ela é de etnia polinésia.
Ela começou como levantadora de peso e fisiculturista, mas logo começou sua carreira no cinema pornô. Seus primeiros passos como uma atriz pornográfica, foi ganhando o título de Miss Nude de Honolulu. Ela se mudou do Havaí para Miami, Flórida. Seu primeiro filme pornô foi New Cummers 10, no qual ela fez uma cena hardcore com Randy West. Retirou-se do ramo da pornografia no ano de 2003.
IMDB
IAFD
Freeones
Boobpedia